# Clematis longistyla
Clematis longistyla är en ranunkelväxtart som beskrevs av Hand.-mazz.. Clematis longistyla ingår i släktet klematisar, och familjen ranunkelväxter. Inga underarter finns listade i Catalogue of Life.